# Jogos Gays de 2014

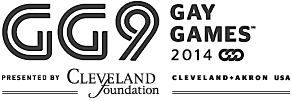
Jogos gays de 2014 em Cleveland

Os Jogos Gays de 2014, foram um evento multiesportivo internacional organizado especificamente para lésbicas, Gays, bissexuais e transsexuais (LGBT). Foi realizada entre 9 de agosto e 16 de agosto em Cleveland, com alguns eventos que foram realizados em Akron. Foram 10.000 atletas de mais de 60 países que participaram desses 37 eventos.

## Candidatura
As cidades candidatas foram Boston, Cleveland e Washington. O FJG selecionou Cleveland como a cidade anfitriã em sua reunião anual em Colônia.

## Eventos e locais

### Cleveland
| Evento                   | Local                                      |
| ------------------------ | ------------------------------------------ |
| corrida de rua           | Cleveland Metroparks Zoo                   |
| Natação de águas abertas | Edgewater Park                             |
| Badminton                | Veale Center                               |
| Basquetebol              | Woodling Gymnasium e CSU Recreation Center |
| Voleibol de praia        | Wendy Park                                 |
| Fisiculturismo           | Public Music Hall                          |
| Animação de Torcida      | Public Music Hall                          |
| Dança esportiva          | Renaissance Cleveland Hotel                |